# Ga Damti
Ga Yeonho là ga của Tàu điện ngầm Daegu tuyến 2 ở Yeonho-dong, Suseong-gu, Daegu, Hàn Quốc. Và nó còn gọi là Đại học Suseong và Ga trường cao trung Daeryun.

## Liên kết
- (tiếng Hàn) Trạm thông tin mạng Lưu trữ ngày 28 tháng 2 năm 2014 tại Wayback Machine từ Tổng công ty đường sắt cao tốc đô thị Daegu